# 静岡市立中島中学校
静岡市立中島中学校（しずおかしりつなかじまちゅうがっこう）は、静岡県静岡市駿河区に所在する公立の中学校である。

## 特色
- 静岡市立大里中学校の生徒数の増加に伴い、当時の大里中学校の学区の南半分（東名高速道路以南から安倍川河口付近）と静岡市立南中学校の学区の一部を学区として、1988年（昭和63年）に開校。
- 学区はほぼ静岡市立中島小学校のそれと一致しているため、静岡市立中島小学校からの進学者がほとんどである。
- 2015年現在、静岡市で最も新しい中学校である。そのため備品のほとんどは開校当時（1988年）のものが多く、長く大切に使われている。

## 部活動
- 2015年現在、文化部・運動部を合わせ9の部活が活動している。
- 運動部：サッカー部・野球部・男子卓球部・女子バスケ部・女子卓球部・女子バレーボール部・ソフトテニス部
- 文化部：吹奏楽部・美術部

部活動は強制ではなく、個人のクラブチームなどの所属も許されている。

## 小学校区
- 静岡市立中島小学校（駿河区中島、西脇のそれぞれ東名高速道路以北の地域を除く）

## アクセス
- しずてつジャストライン中原池ヶ谷線 「南安倍川橋」停留所から、徒歩10分

## その他
- 毎月公式サイトに「駿河の海」という学校便りを掲載している。